# 테아 팔코
테아 팔코(Tea Falco, 1986년 8월 11일 ~ )는 이탈리아의 배우이다.

## 출연 작품
- 노티 마지크 (2018)
- 미 앤 유 (2012)